# Michael Keeping
Alexander Edwin Michael Keeping, né le 22 août 1902 à Milford on Sea et mort le 28 mars 1984 dans la même ville, est un footballeur et entraîneur anglais.

## Biographie
Michael Keeping évolua en tant que défenseur. Il commença à Southampton FC, remportant une D3 en 1922. Il joua de 1923 à 1939 qu'en deuxième division, même avec Fulham FC.
En 1941, avec la Seconde Guerre mondiale, il travaille dans l'entreprise familiale de mécanique.
En janvier 1948, il devient entraîneur du Real Madrid. Avec ce club, il termine 3e de la Liga en 1949. Il est viré en octobre 1950. Ensuite il entraine deux équipes néerlandaises (HBS et Ermelo), puis revient en Angleterre à Poole Town FC en 1959. Mais on ne connait peu d'informations sur lui.

## Clubs

### En tant que joueur
- 1920-1933 : Southampton FC
- 1933-1939 : Fulham FC

### En tant qu'entraîneur
- janvier 1948-octobre 1950 :  Real Madrid
- HBS
- Ermelo
- 1959-19?? :  Poole Town FC

## Palmarès
- Championnat d'Angleterre de football D3
  - Champion en 1922
- FA Charity Shield: 1929

En tant qu'entraîneur
- Coupe Eva Duarte: 1948